# 昂斯拉雷
昂斯拉雷（Anse La Raye）是加勒比海島國聖盧西亞昂斯拉雷區的一個城鎮，位於該島西海岸，馬里戈特灣附近，2005年人口6,382人，該城鎮由法國人建立於18世紀，得名於海灣上發現的鰩。